# 艾棐
艾棐（16世紀—1643年），字以輔，號天游，湖廣武昌府江夏縣人，明朝政治人物。

## 生平
艾棐是萬曆二十八年（1600年）的舉人，二十九年（1601年）中會試副榜，授行唐教諭，教導士子有法，陞固原知州，很快調為成都同知，固原人都挽留他，在成都一年後致仕回鄉，成都人和固原人一樣拉著馬扳希望他留任，在家鄉他和耆老延續香山洛社繁盛，寫下的《詩經正宗》卻因兵火散失。崇禎十六年（1643年）張獻忠攻打武昌，他的居所距離城池百里，別人都勸他搬家，他只是正色辭謝，到武昌被破，他對妻子王氏說：「留下一子傳承宗祀，忠孝就可兩全。」說完後和妻子、兒子艾宗濂，孫子艾文炳一同投井而死。

## 引用
1. 1 2  乾隆《江夏縣志·卷八·忠臣》：艾棐，字以輔，號天游，萬厯庚子舉人，辛丑會副第一，為行唐學博，教士有法，陞固原州守，尋遷成都同知，固原人遮道留之，入蜀一年致仕歸，成都人擁馬首扳，號與固原一轍，歸與諸耆碩續香山洛社之盛，所著詩經正宗兵火散失，棐故廬距城百里，癸未之亂群勸公徙居，棐正色謝之，城破日棐語其妻王氏曰：「止留一子以承宗祀，忠孝兩全矣。」言畢與妻王氏，子宗濂，孫文炳俱投井死。